# Theo Groeneveld
Theo Groeneveld (Arnhem, 4 februari 1983) is een Nederlands voormalig voetballer die als verdediger voor FC Eindhoven en AGOVV Apeldoorn speelde.

## Carrière
Theo Groeneveld speelde in de jeugd van Vitesse, waar hij in het seizoen 2002/03 eenmaal op de bank zat bij het eerste elftal. Na enkele seizoenen in het tweede elftal van Vitesse vertrok hij in 2005 naar FC Eindhoven, waar hij op 19 augustus 2005 in het betaald voetbal debuteerde in de met 2-0 gewonnen thuiswedstrijd tegen FC Omniworld. Hij speelde twee seizoenen voor Eindhoven in de Eerste divisie, maar door twee knieblessures kwam hij weinig in actie en daardoor werd zijn contract niet verlengd. Toen zijn contract in 2007 afliep, vertrok hij naar AGOVV Apeldoorn. Hier speelde hij in het seizoen 2007/08 zes wedstrijden in de Eerste divisie. Hierna vertrok hij naar de amateurs van RKHVV, waarna hij nog voor SC Oranje, FC Presikhaaf, weer SC Oranje en SV de Paasberg speelde.

### Statistieken
| Seizoen                   | Club            | Land           | Competitie     | Competitie | Competitie | Beker | Beker | Totaal | Totaal |
| Seizoen                   | Club            | Land           | Competitie     | Wed.       | Dlp.       | Wed.  | Dlp.  | Wed.   | Dlp.   |
| ------------------------- | --------------- | -------------- | -------------- | ---------- | ---------- | ----- | ----- | ------ | ------ |
| 2002/03                   | SBV Vitesse     | Nederland      | Eredivisie     | 0          | 0          | ?     | ?     | 0      | 0      |
| 2005/06                   | FC Eindhoven    | Nederland      | Eerste divisie | 10         | 0          | ?     | ?     | 10     | 0      |
| 2006/07                   | FC Eindhoven    | Nederland      | Eerste divisie | 9          | 0          | ?     | ?     | 9      | 0      |
| 2007/08                   | AGOVV Apeldoorn | Nederland      | Eerste divisie | 6          | 0          | 1     | 0     | 7      | 0      |
| Carrièretotaal            | Carrièretotaal  | Carrièretotaal | Carrièretotaal | 25         | 0          | 1     | 0     | 26     | 0      |
| Bijgewerkt op 31 mei 2020 |                 |                |                |            |            |       |       |        |        |